# Asymbolus funebris
Asymbolus funebris es una especie de peces de la familia Scyliorhinidae en el orden de los Carcharhiniformes.

## Morfología
• Los machos pueden llegar alcanzar los 44,2 cm de longitud total.

## Hábitat
Es un pez de mar y de clima tropical que vive hasta los 144 m de profundidad.

## Reproducción
Es ovíparo.

## Distribución geográfica
Se encuentra en Australia Occidental.